# Копеечник Турчанинова
Копе́ечник Турчани́нова (лат. Hedýsarum turczaninóvii) — многолетнее травянистое растение, вид рода Копеечник (Hedysarum) семейства Бобовые (Fabaceae).
Вид назван в честь русского ботаника Николая Степановича Турчанинова.

## Ботаническое описание

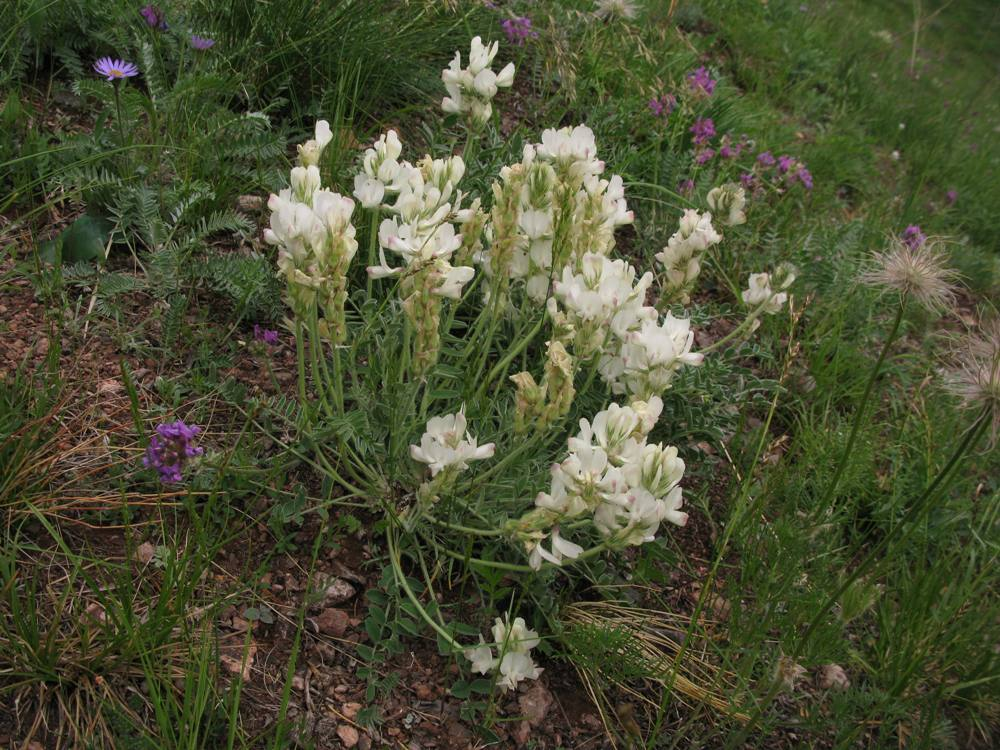
Общий вид цветущих растений. Заповедник Столбы. Красноярский край.

Бесстебельные растения, иногда стебли очень короткие, 1-3 см длиной. Цветоносы вместе с соцветиями 5-25(30) см длиной, покрыты длинными оттопыренными, иногда полуприлегающими и короткими прижатыми волосками. Листочки в числе 4-8(9) пар, продолговато-эллиптические, почти продолговатые, 1-2,5 см длиной, 0,3-0,8 см шириной, сверху более или менее опушенные, редко почти голые, снизу густо покрыты серебристыми волосками. Цветки в кистях (3)4-7(11) см длиной. Прицветники узколанцетные. Чашечка оттопыренно-волосистая, 8-13 мм длиной. Зубцы в 2-4 раза длиннее трубки. Венчик желтовато-белый, кремовый 15-20(21) мм длиной. Лодочка почти равна флагу или немного его короче, иногда на верхушке розовая. Крылья немного или на 1/4 короче лодочки. Завязь волосистая, изредка только по швам. Членики бобов в числе 2-5, почти округлые, поперечно-морщинистые, густоволосистые и покрыты обычно многочисленными длинными шипиками.

## География
Эндемик Южной Сибири. Основной ареал: юг Приенисейской Сибири, островные местообитания известны из Тувы, Кемеровской и Иркутской областей.

## Экология
Обитает в степном, лесостепном поясах по каменистым, степным склонам, в степях. Копеечник плохо переносит увлажнение и затенение. Обильно встречается в составе каменистых степей склонов р. Енисей. Хорошо развивается на солнечных открытых участках и на скальном грунте.

## Значение и использование
Декоративное растение, медонос.